# Halina Doree

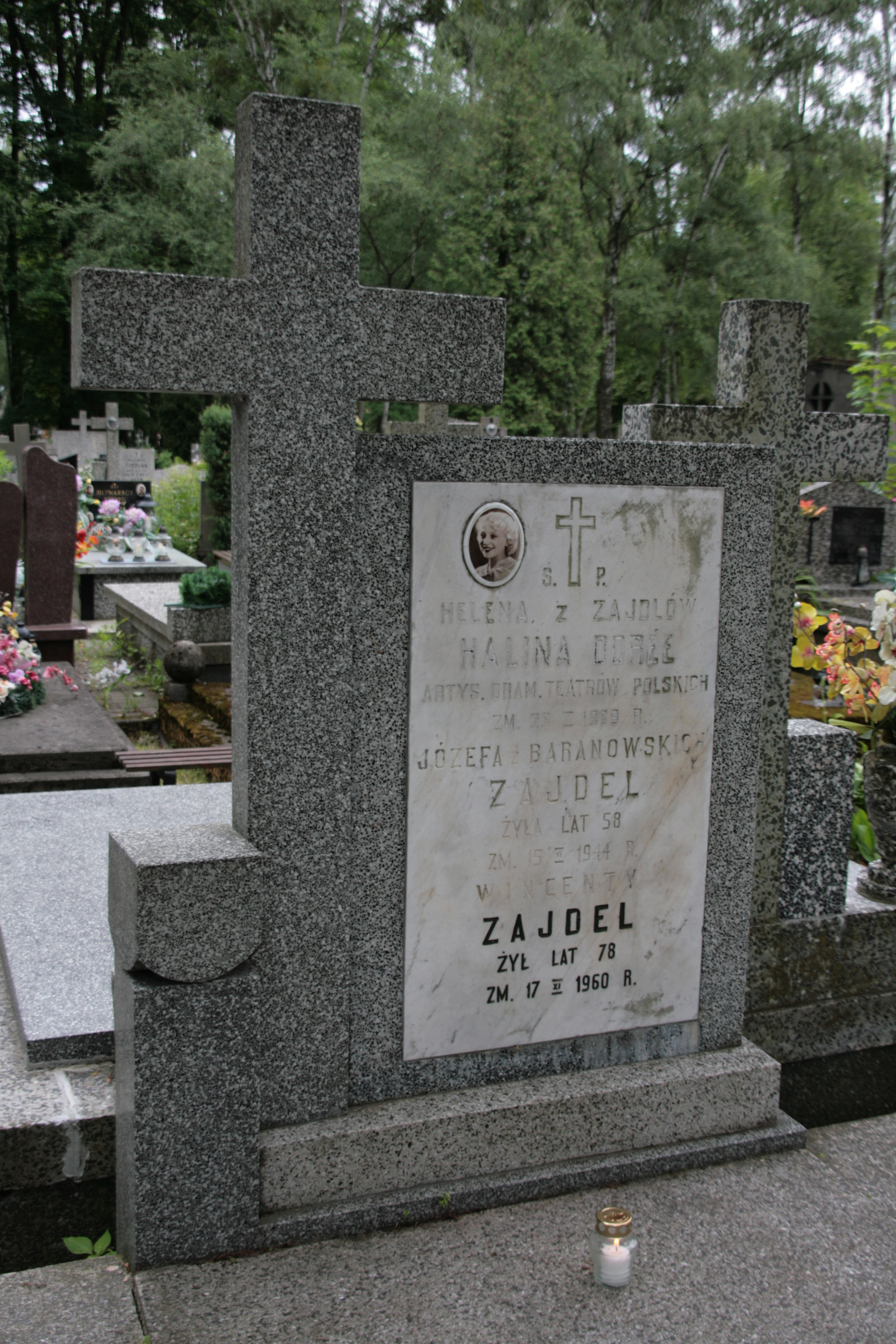
Zdjęcie nagrobka Haliny Doree

Halina Doree, właśc. Helena Zajdel (ur. 13 listopada 1907 w Rudzie Guzowskiej (ob. w granicach Żyrardowa), zm. 23 maja 1939 w Łodzi) – polska aktorka teatralna i filmowa.
Była córką Wincentego Zajdla, robotnika fabrycznego, i Józefy z Baranowskich.

## Kariera
Na deskach teatru występowała m.in. w Teatrze Nowym w Poznaniu. W sezonach teatralnych 1935/1936 i 1936/1937 roku wchodziła w skład zespołu Teatru Ziemi Pomorskiej w Toruniu, gdzie szybko zdobyła popularność u publiczności i uznanie krytyków. W sezonie 1937/1938 zatrudniona była w kierowanym przez Władysława Stomę Teatrze Miejskim w Bydgoszczy. Jednocześnie występowała też w latach 1937–1938 w Teatrze Wołyńskim im. Słowackiego w Łucku.
W sezonie 1938/1939 zatrudniona była w Zespole Teatrów Miejskich w Łodzi. Aktorka brała ponadto udział w przedstawieniach rewiowych w Łodzi – np. w Teatrze Kawiarni Bagatela, ul. Piotrkowska 94 (rewia „To trzeba zobaczyć!!", 1934) czy w Restauracji Kawiarni Pod Orłem (rewia "Orzeł w kwiatach", premiera 1 sierpnia 1935).
Jej filmowym debiutem była komedia „Dwie Joasie” z roku 1935.
Halina Doree występowała na scenie w szerokim repertuarze utworów – od komedii i wodewili, poprzez dramaty, do operetek i oper. Recenzenci teatralni oceniali ją jako wyróżniającą się, niezwykle utalentowaną aktorkę dysponującą świetnymi warunkami głosowymi, obdarzoną wdziękiem i temperamentem, zaliczając Doree do czołówki zespołu Teatru Ziemi Pomorskiej w Toruniu. W łuckim przedstawieniu „Rozkosznej dziewczyny” (1938) odnotowano u Doree „dobrą grę aktorską i miły głosik w stylu operetkowym”. Recenzent Ilustrowanego Kuriera Codziennego w sprawozdaniu z komedii „Stare wino” określił ją w 1936 roku mianem „wschodzącej gwiazdy na firmamencie teatralnym”, a publiczność grudziądzka podczas gościnnego wystawienia komedii muzycznej „Gospoda pod białym koniem” w marcu 1936 zgotowała jej gorące owacje po każdym akcie.
Na sezon teatralny 1939/1940 Doree podpisała kontrakt do Teatru Miejskiego im. J. Słowackiego w Krakowie.
Zmarła 23 maja 1939 w Łodzi, około godziny 23:30, w szpitalu im. św. Józefa znajdującym się przy ulicy Drewnowskiej 75. Powodem zgonu było zapalenie otrzewnej oraz zakażenie krwi. Pochowana została na cmentarzu, w rodzinnym mieście Żyrardowie, 26 maja 1939.

## Filmografia
- „Dwie Joasie” (1935)
- „Paweł i Gaweł” – panna Aniela, córka gospodyni (1938)
- „Sportowiec mimo woli” – Idalia, sekretarka barona Dropsa (1940)
- „Złota maska” (1940)

## Niektóre role teatralne
Teatr Ziemi Pomorskiej w Toruniu:
- „Krakowiacy i górale” – Basia (?) (1935)
- „Madame Sans-Gene” – Katarzyna (1935)
- „Rozkoszna dziewczyna” (1935)
- „Klub kawalerów” (1936)
- „Skalmierzanki” – Dosia (1936)
- „Stare wino” – druga żona Karola (1936)
- „Głupi Jakób” – Hania (1936)
- „Gospoda pod białym koniem” – Józefa Vogelhubec (1936)
- „Cnotliwa Zuzanna” – Zuzanna (1936)
- „Azais” – rola drugoplanowa (1936)
- „Wesele” – Panna Młoda (1936)
- „Wesoła wdówka” (1936)
- „Zgorszenie publiczne” – Rózia (1937)
- „Pan minister na inspekcji” – artystka kabaretowa (1937)
- „Matura” – prof. dr Anna Mathee (premiera 29.04.1937)

Teatr Miejski w Bydgoszczy
- „Małżeństwo” – Hella (premiera 11.09.1937)[14]
- „Ormianin z Bejrutu” – Marfa (premiera 15.01.1938)

Teatr Wołyński im. J. Słowackiego
- „Rozkoszna dziewczyna” – córka „króla czekolady” (1938)